# 芦毛

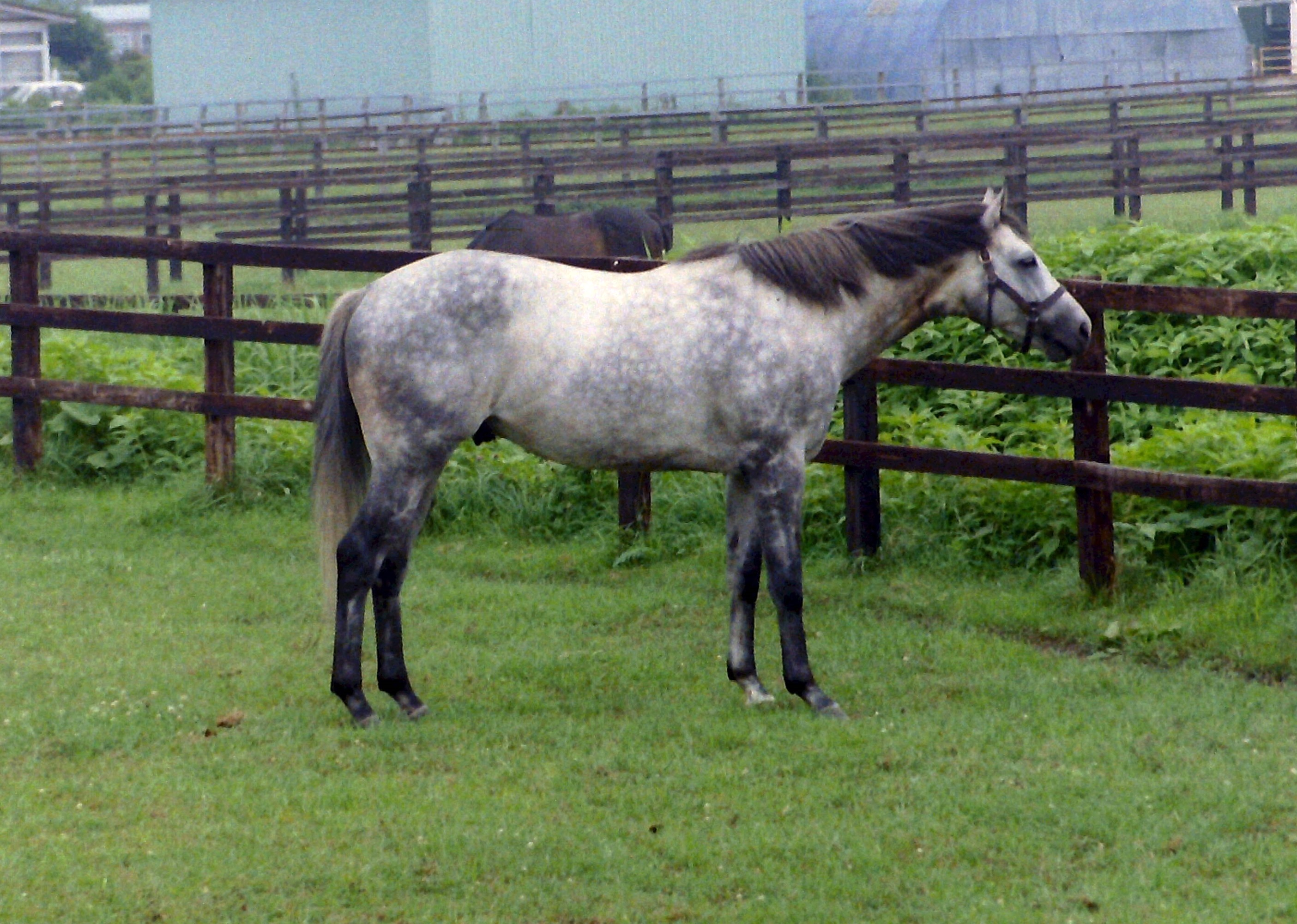
オグリキャップ（1994年撮影。9歳。まだ黒い部分が残っている）

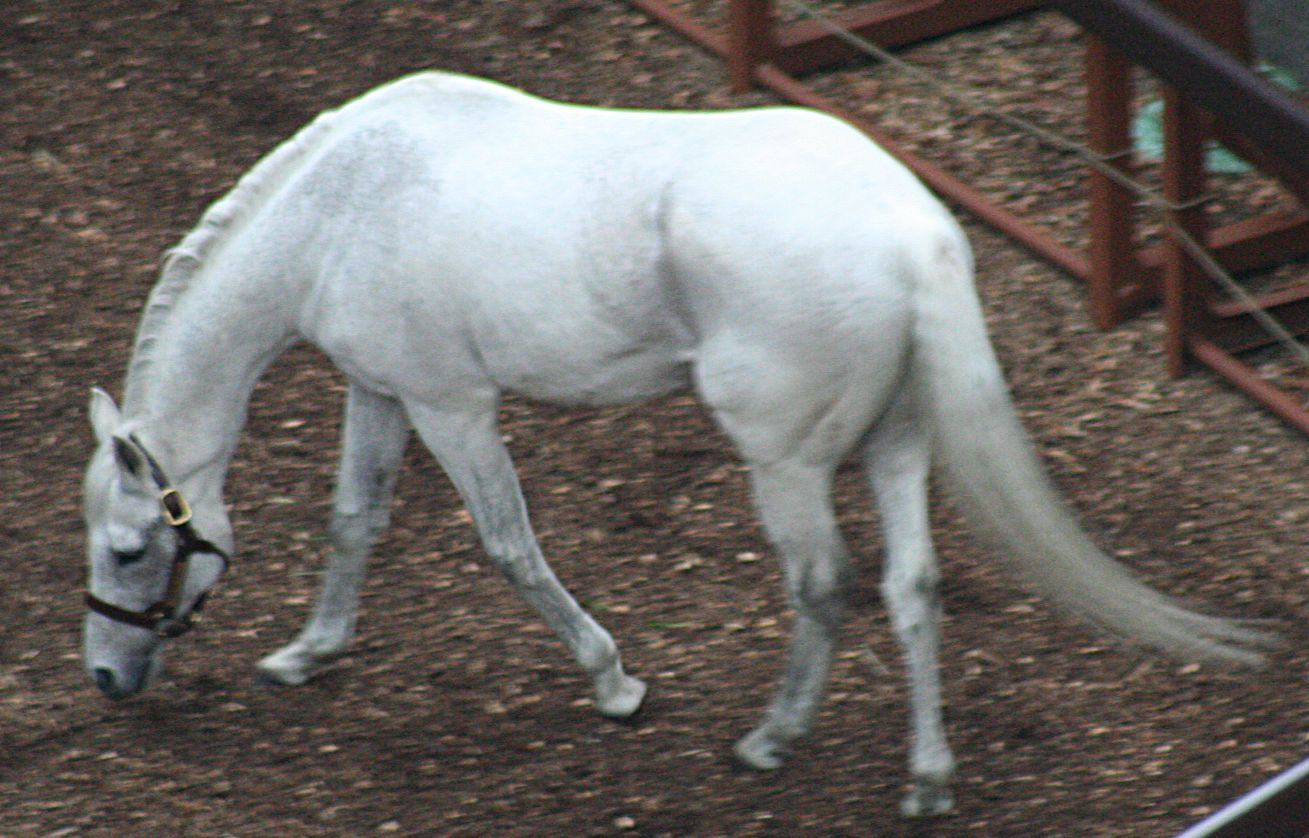
オグリキャップ（2008年撮影。23歳。加齢によりほぼ白化した）

芦毛（葦毛、あしげ、英: Gray、羅: Glaucus、中: 灰）は、馬の毛色のひとつ。一般に灰色の馬のこと、またはその状態そのものを指す。肌は黒っぽく、生えている毛は白いことが多い。日本語が使用されている地域では、より白い白毛や佐目毛が稀であるため、通常白馬と言えば白くなった芦毛のことである。

## 特徴
白から灰色の毛と、黒っぽい肌が特徴。生まれた頃は原毛色（鹿毛や栗毛など）に見えることもあるが、年を取るに従い徐々に白くなっていく。完全に白化が進んだ個体でも肌は黒いままであり、唇など毛の薄い所にそれを見ることができる。
芦毛に関連する疾病に、黒色腫と呼ばれる腫瘍の一種がある。これは後述の芦毛遺伝子をホモで持つか、別の毛色関連遺伝子であるASIPの変異（青毛遺伝子のこと）が共存することで発症リスクが高くなることが知られている。
古代中国秦末期の武将項羽の愛馬騅は、その字義が「葦毛の馬」であり、この毛並みであったと考えられている。
日本でも、円形の灰白色のまだら模様のあるものを「連銭葦毛」と呼び、源平合戦の時代から武将たちの乗馬として好まれた。

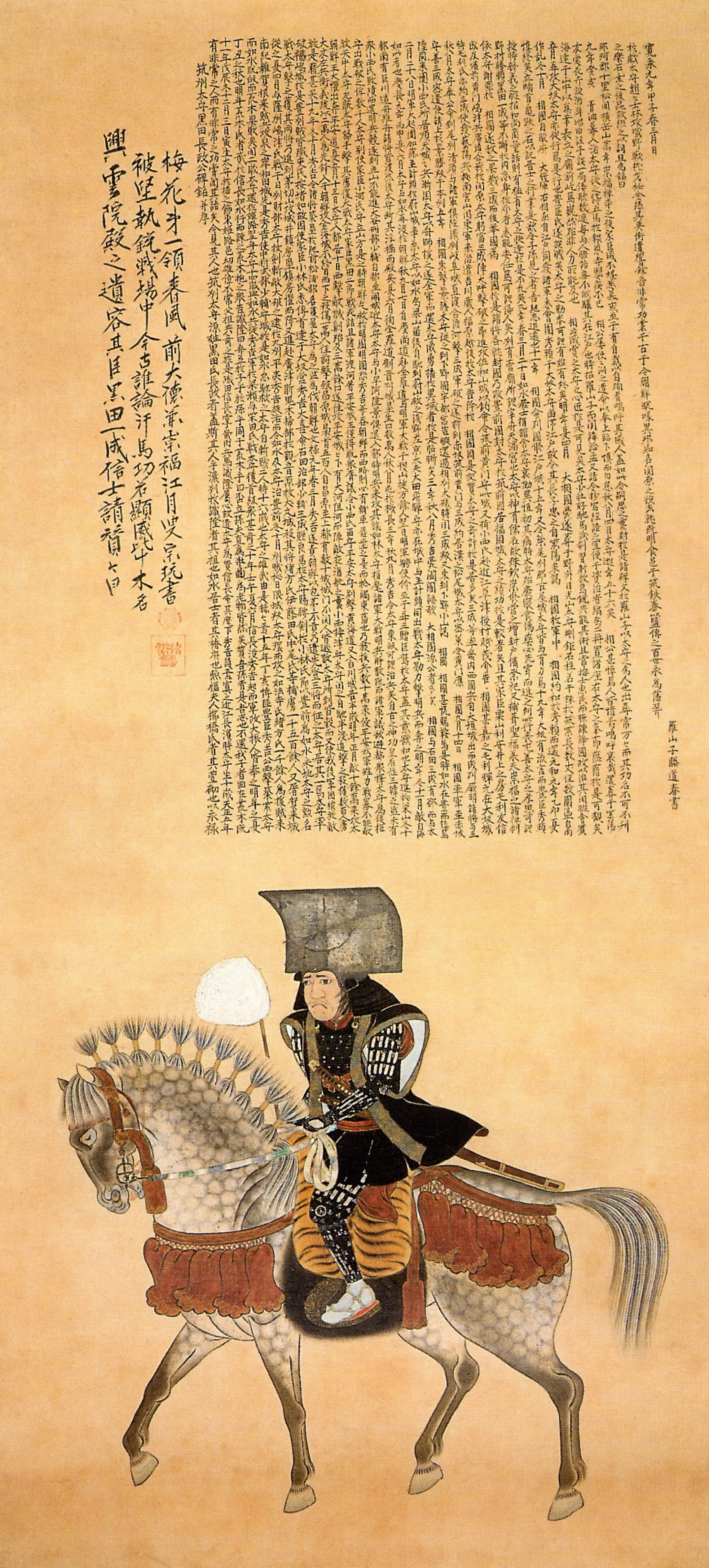
黒田長政騎馬像（福岡市博物館蔵）での連銭葦毛

## 原因及び遺伝法則
芦毛は、通常両親の少なくとも何れかが芦毛で無ければ生まれてくることがない。これは、芦毛遺伝子（STX17の変異）が、白毛遺伝子や佐目毛遺伝子を除く全ての毛色関連遺伝子に対して優性であり、芦毛遺伝子を1本でも持っていれば、すなわちヘテロ接合体であれば芦毛になるためである。例外は白毛及び佐目毛で、これらの馬は芦毛を発現していなくても芦毛遺伝子を保因している可能性がある。近年では父が芦毛のクロフネである白毛の繁殖牝馬マシュマロが、両親がともに芦毛以外の毛色である芦毛馬を出産したという例がある。
芦毛になるのは、後述の遺伝子変異によりメラノサイトの過剰増殖が起こるためである。メラノサイトが異常に増殖するため皮膚が黒くなると共に、毛根のメラノサイト幹細胞は逆に早期に枯渇する。このため、年を取るに従って毛根でメラニンが作られなくなり、白くなる。

### 芦毛遺伝子
芦毛の起こるメカニズムは長らく不明であったが、2008年にスウェーデンの研究者らによって、25番染色体に存在するSTX17（細胞分裂の調整因子に関連）と呼ばれる遺伝子の変異が原因と解明された。この変異はエクソンではなくイントロンに生じており（厳密には第6イントロンの4600塩基が重複）、STX17の機能自体には影響を与えないが、このイントロンがSTX17及び隣接するNR4A3（細胞周期の調整因子）の発現を増加させる。これによりメラノサイトの過剰増殖が引き起こされ、結果的に毛根メラノサイトの早期枯渇を引き起こすと考えられている。
STX17の変異は、品種の異なる全世界の芦毛馬に共通しており、古い時代のある一頭の馬に生じた変異が広まったと考えられる。競走用に使用される馬種であるサラブレッドにおいては、18世紀初頭のオルコックアラビアンにより芦毛遺伝子が持ち込まれた。